# 市级行政中心·清风站
市级行政中心·清风站或称市级行政中心站，是一个位于中华人民共和国云南省昆明市呈贡区洛龙街道朝云街与春融东路交叉口地下，属于昆明地铁1号线支线的地铁车站。该站于2016年12月26日随1号线支线开通载客试运营而启用。
该站是云南省乃至中国西南地区建成的首个“廉洁”文化主题站，并充分运用中国结、中国红等元素。
该站曾因肺炎疫情于2020年1月30日停运，2月22日恢复运营。

## 车站楼层
| 地面层          | 街道                            | A-D出入口                                          |
| 地下一层 站厅层 | 站厅                            | 票务服务、自动售票机、一卡通充值、安检、进出站闸机 |
| 地下二层 站台层 |                                 | █ 1号线往北部汽车站（春融街）                      |
| 地下二层 站台层 | 岛式站台，左侧開门              |                                                    |
| 地下二层 站台层 | █ 1号线往昆明南火车站（宜和路） |                                                    |

## 出口
该站设有4个出口：
|                       | 编号                     | 地点                               | 建议前往的目的地 | 照片 |
| 出口 · A              | 朝云街、春融东路、吉安街 | 市政府1-6号楼、综合服务楼          |                  |      |
| 出口 · B              | 朝云街、惠通路           | 吴家营古墓群、云南省科技馆新馆     |                  |      |
| 出口 · C · 升降机标志 | 朝云街、春融东路、惠通路 | 昆明市第三中学、昆医附一院呈贡医院 |                  |      |
| 出口 · D              | 朝云街、春融东路、芦海街 | 市政府7-11号楼、会议中心           |                  |      |
| 註： 設有             |                          |                                    |                  |      |

## 车站周边
- 昆明市级行政中心
  - 中国共产党昆明市委员会大楼[1]
  - 中共昆明市纪律检查委员会大楼[1]
  - 昆明市人民政府
  - 昆明市人民代表大会常务委员会
  - 中国人民政治协商会议昆明市委员会